# Восточный сельсовет (Астраханская область)
Восто́чный сельсове́т — упразднённое административно-территориальное образование и сельское поселение в Икрянинском районе Астраханской области Российской Федерации.
Административный центр — село Восточное.

## История
Восточный сельсовет образован в 1944 году в составе Приволжского района Астраханской области. В январе 1961 года передан в состав Икрянинский район Астраханской области.
Законом Астраханской области от 26 мая 2016 года № 23/2016-ОЗ, были преобразованы, путём их объединения, административно-территориальные единицы и муниципальные образования «Восточный сельсовет», «Икрянинский сельсовет» и «Озерновский сельсовет» в административно-территориальную единицу и муниципальное образование «Икрянинский сельсовет» с административным центром в селе Икряное.

## Население
| 2006 | 2010 | 2012 | 2013 | 2014 | 2015 | 2016 |
| ---- | ---- | ---- | ---- | ---- | ---- | ---- |
| 887  | ↘886 | ↘838 | ↘807 | ↘776 | ↗780 | →780 |

## Состав
| № | Населённый пункт | Тип населённого пункта       | Население |
| - | ---------------- | ---------------------------- | --------- |
| 1 | Восточное        | село, административный центр | ↘767      |
| 2 | Джамба           | село                         | ↗119      |